# هلالیه (صیدا)
هلالیه (عربی: هلالية (صيدا)) یک شهرک در شهرستان صیدا در کشور لبنان است.